# Herb gminy Dąbrówka
Herb gminy Dąbrówka – symbol gminy Dąbrówka.

## Wygląd i symbolika
Herb przedstawia na tarczy w polu zielonym: niebieską linię falistą z prawa w skos (symbol rzeki Bug), niebieską tarczę herbową z herbem szlacheckim Dąbrowa rodu Laskowskich, liść dębu, nawiązujący do nazwy gminy oraz infułę i pastorał, symbol parafii w Dąbrówce i diecezji płockiej.